# Primera División de Chile 2023
La Primera División de Chile 2023, en su momento conocido como «Campeonato Betsson 2023», rebautizado como «Campeonato Primera 2023», fue la 107.ª edición de la primera categoría del fútbol chileno.
El campeón de esta versión resultó ser Huachipato, cuadro que consiguió su tercera corona nacional.
Las novedades para este torneo son el regreso de Magallanes a la máxima categoría después de 36 años de ausencia, el debut en la categoría de Deportes Copiapó, que jugó en la máxima categoría por primera vez en sus 23 años de historia.
El estreno de la casa de apuestas sueca Betsson, como patrocinador del torneo, la cual reemplazó a la AFP PlanVital, que fue patrocinador del torneo desde el año 2019 hasta el año 2022.El 15 de octubre de 2023, el acuerdo finalizó debido a una decisión tomada por el sitio web sueco.

## Formato
Los 16 equipos juegan 30 partidos cada uno a lo largo de 30 fechas, en 2 ruedas de 15 fechas, bajo el sistema de todos contra todos. En este torneo se usará el sistema de puntos, de acuerdo a la reglamentación de la Internacional F. A. Board, asignándose tres puntos al equipo que resulte ganador, un punto a cada uno en caso de empate y cero puntos al perdedor. 
El club que resulte campeón, además del 2.° y 3.° lugar, y el campeón de la Copa Chile 2023, clasificarán a la Copa Libertadores 2024, mientras el 4.°, 5.°, 6.° y 7.° se llevaran un cupo a la Copa Sudamericana 2024. 
En la zona baja de la tabla, los 2 últimos equipos ubicados en la tabla de posiciones, serán los que pierdan la categoría de forma directa.
El orden de clasificación de los equipos, se determinará en una tabla de cómputo general, de la siguiente manera:
- 1) Mayor cantidad de puntos;
- 2) Mayor diferencia de goles a favor; en caso de igualdad;
- 3) Mayor cantidad de partidos ganados; en caso de igualdad;
- 4) Mayor cantidad de goles convertidos; en caso de igualdad;
- 5) Mayor cantidad de goles de visita marcados; en caso de igualdad;
- 6) Menor cantidad de tarjetas rojas recibidas; en caso de igualdad;
- 7) Menor cantidad de tarjetas amarillas recibidas; en caso de igualdad;
- 8) Sorteo.

En cuanto al campeón del torneo, se definirá de acuerdo al siguiente sistema:
- A) Mayor cantidad de puntos obtenidos; en caso de igualdad;
- B) Partido de definición en cancha neutral.

En caso de que la igualdad, sea de más de dos equipos, esta se dejará reducida a dos clubes, de acuerdo al orden de clasificación de los equipos determinado anteriormente.

## Árbitros

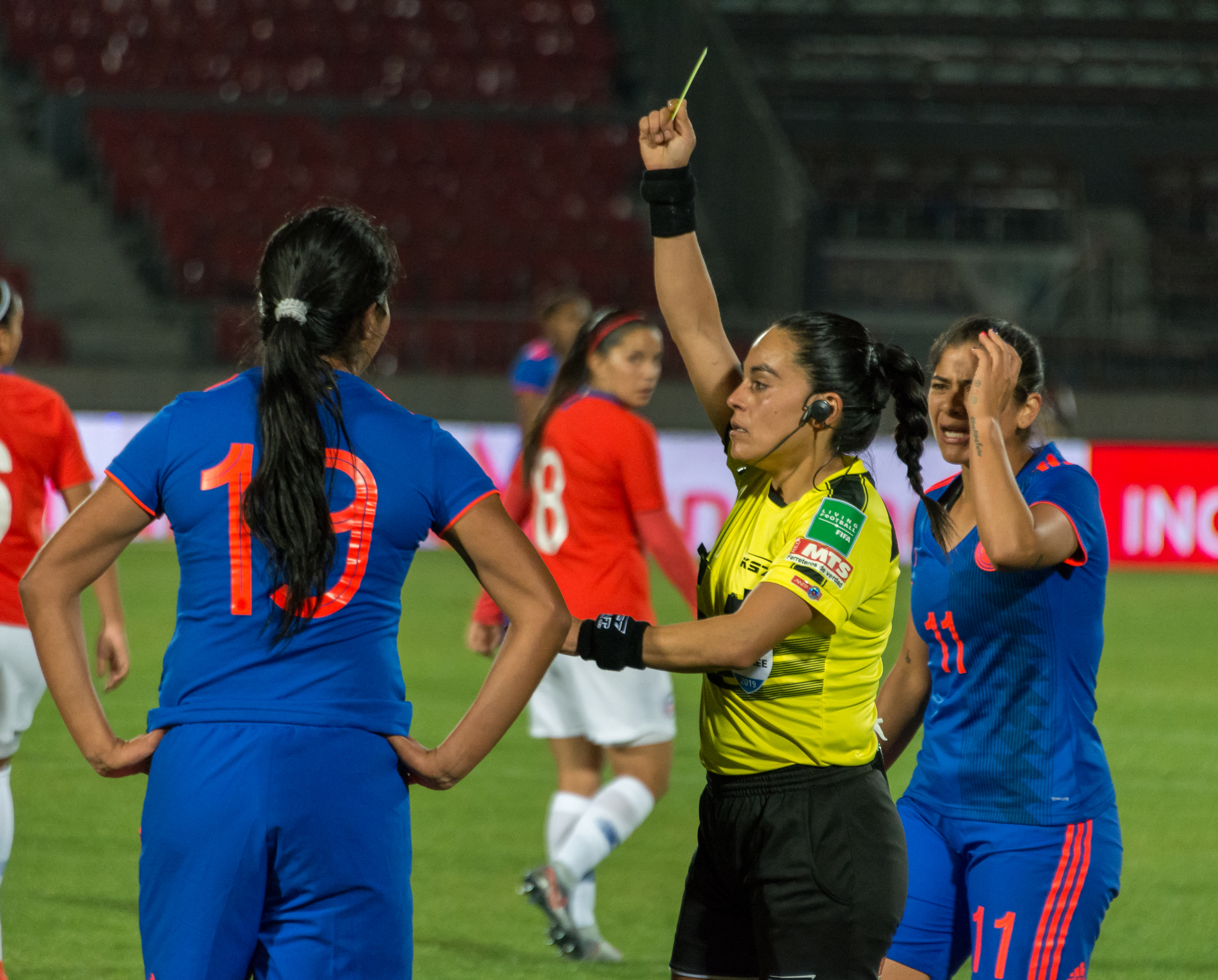
María Belén Carvajal, árbitra con categoría FIFA.

Esta es la lista de todos los árbitros disponibles que podrán dirigir partidos este torneo. Los árbitros que aparecen en la lista, pueden dirigir en las otras dos categorías profesionales, si la ANFP, así lo estime conveniente. La novedad es que Roberto Tobar y Julio Bascuñán, se retiraron del arbitraje a fines de la temporada 2022, por lo que la lista de los árbitros para la temporada 2023, se conoció el 12 de enero de 2023.
| Árbitros             | Edad    | Categoría |
| -------------------- | ------- | --------- |
| Víctor Abarzúa       | 37 años |           |
| Gustavo Ahumada      | 40 años |           |
| Miguel Araos         | 37 años |           |
| José Cabero          | 40 años |           |
| María Belén Carvajal | 41 años |           |
| Rodrigo Carvajal     | 39 años |           |
| Diego Flores         | 35 años |           |
| Nicolás Gamboa       | 37 años |           |
| Cristián Garay       | 36 años |           |
| Francisco Gilabert   | 43 años |           |
| Felipe González      | 45 años |           |
| Héctor Jona          | 43 años |           |
| Juan Lara            | 36 años |           |
| Piero Maza           | 40 años |           |
| Nicolás Millas       | 35 años |           |
| Matías Quila         | 32 años |           |
| Benjamín Saravia     | 37 años |           |
| Juan Sepúlveda       | 35 años |           |
| Fernando Véjar       | 35 años |           |
| Manuel Vergara       | 34 años |           |

### Sanciones
- Nicolás Gamboa fue sancionado con 15 fechas sin dirigir, luego de confirmarse que profirió insultos a los jugadores en el partido entre Audax Italiano vs. Universidad Católica, válido por la 5° fecha.[8] El Tribunal de Disciplina redujo su sanción a 8 fechas.[9]
- Víctor Abarzúa fue sancionado con 1 fecha sin dirigir, luego de no cobrar un gol en el partido entre Colo-Colo vs. Unión La Calera, válido por la Copa Chile.[10]
- Cristián Garay fue sancionado con 4 fechas sin dirigir, luego de validar un gol originado de un lanzamiento penal tras un doble toque del balón por parte del ejecutante en el partido entre Everton vs. Unión Española, válido por la 18° fecha.[11]

## Relevos
| Pos   | a Primera División 2023 |
| ----- | ----------------------- |
| 1.º   | Magallanes              |
| Prom. | Deportes Copiapó        |

| Pos  | a Primera B 2023     |
| ---- | -------------------- |
| 15.º | Deportes La Serena   |
| 16.º | Deportes Antofagasta |

## Localización
|  |

| Equipo               | Región        | Ciudad        |
| -------------------- | ------------- | ------------- |
| Cobresal             | Atacama       | El Salvador   |
| Deportes Copiapó     | Atacama       | Copiapó       |
| Coquimbo Unido       | Coquimbo      | Coquimbo      |
| Everton              | Valparaíso    | Viña del Mar  |
| Unión La Calera      | Valparaíso    | La Calera     |
| Audax Italiano       | Metropolitana | La Florida    |
| Colo-Colo            | Metropolitana | Macul         |
| Magallanes           | Metropolitana | San Bernardo  |
| Palestino            | Metropolitana | La Cisterna   |
| Unión Española       | Metropolitana | Independencia |
| Universidad Católica | Metropolitana | Las Condes    |
| Universidad de Chile | Metropolitana | Ñuñoa         |
| O'Higgins            | O'Higgins     | Rancagua      |
| Curicó Unido         | Maule         | Curicó        |
| Ñublense             | Ñuble         | Chillán       |
| Huachipato           | Biobío        | Talcahuano    |

|
| Audax Italiano Universidad de Chile Colo-Colo Universidad Católica Unión Española Palestino Magallanes \| \| |
| |

## Información
| Equipo               | Entrenador          | Estadio                    | Capacidad | Proveedor    | Auspiciador       |
| -------------------- | ------------------- | -------------------------- | --------- | ------------ | ----------------- |
| Audax Italiano       | Francisco Arrué     | Bicentenario de La Florida | 12.130    | Macron       | Traverso          |
| Cobresal             | Gustavo Huerta      | El Cobre                   | 11.230    | KS7          | CSI               |
| Colo-Colo            | Gustavo Quinteros   | Monumental                 | 44.424    | Adidas       | Coolbet           |
| Coquimbo Unido       | Fernando Díaz       | Francisco Sánchez          | 18.750    | Siker        |                   |
| Curicó Unido         | Miguel Riffo        | La Granja                  | 10.081    | OneFit       | Multihogar        |
| Deportes Copiapó     | Ivo Basay           | Luis Valenzuela            | 8.452     | Claus-7      | Kinross           |
| Everton              | Francisco Meneghini | Sausalito                  | 14.430    | Charly       | Claro             |
| Huachipato           | Gustavo Álvarez     | Huachipato - CAP Acero     | 10.500    | KS7          | Novibet           |
| Magallanes           | Mario Salas         | Luis Navarro               | 3.500     | Siker        | Novibet           |
| Ñublense             | Hernán Caputto      | Nelson Oyarzún             | 14.410    | OneFit       | Iansa             |
| O'Higgins            | Juan Azconzábal     | El Teniente                | 12.275    | Joma         | Latamwin          |
| Palestino            | Pablo Sánchez       | Municipal de La Cisterna   | 5.927     | Capelli      | Bank of Palestine |
| Unión Española       | Ronald Fuentes      | Santa Laura                | 19.977    | Kappa        | USEK              |
| Unión La Calera      | Martín Cicotello    | Nicolás Chahuán            | 9.211     | Siker        |                   |
| Universidad Católica | Nicolás Núñez       | Santa Laura                | 19.977    | Under Armour | BICE              |
| Universidad de Chile | Mauricio Pellegrino | Santa Laura                | 19.977    | Adidas       | Betano            |

## Clasificación
| Pos. | Equipo               | Pts. | PJ | G  | E  | P  | GF | GC | Dif. |  |
| ---- | -------------------- | ---- | -- | -- | -- | -- | -- | -- | ---- |  |
| 1    | Huachipato (C)       | 57   | 30 | 17 | 6  | 7  | 48 | 30 | +18  |  |
| 2    | Cobresal             | 56   | 30 | 16 | 8  | 6  | 56 | 39 | +17  |  |
| 3    | Colo-Colo            | 51   | 30 | 15 | 9  | 6  | 45 | 29 | +16  |  |
| 4    | Palestino            | 49   | 30 | 14 | 7  | 9  | 46 | 40 | +6   |  |
| 5    | Coquimbo Unido       | 47   | 30 | 14 | 5  | 11 | 43 | 42 | +1   |  |
| 6    | Everton              | 45   | 30 | 13 | 6  | 11 | 42 | 39 | +3   |  |
| 7    | Universidad Católica | 42   | 30 | 11 | 9  | 10 | 48 | 43 | +5   |  |
| 8    | Unión La Calera      | 41   | 30 | 10 | 11 | 9  | 42 | 41 | +1   |  |
| 9    | Universidad de Chile | 40   | 30 | 11 | 7  | 12 | 40 | 42 | −2   |  |
| 10   | Unión Española       | 39   | 30 | 10 | 9  | 11 | 40 | 36 | +4   |  |
| 11   | O'Higgins            | 35   | 30 | 9  | 8  | 13 | 37 | 39 | −2   |  |
| 12   | Ñublense             | 35   | 30 | 9  | 8  | 13 | 33 | 39 | −6   |  |
| 13   | Audax Italiano       | 35   | 30 | 10 | 5  | 15 | 36 | 43 | −7   |  |
| 14   | Deportes Copiapó     | 34   | 30 | 8  | 10 | 12 | 32 | 45 | −13  |  |
| 15   | Magallanes (D)       | 29   | 30 | 8  | 5  | 17 | 36 | 49 | −13  |  |
| 16   | Curicó Unido (D)     | 23   | 30 | 6  | 5  | 19 | 30 | 58 | −28  |  |

 Fuente: RSSSF
     Campeón. Clasifica a la Copa Libertadores.
     Clasifica a la Copa Libertadores.
     Clasifica a la Copa Sudamericana.
     Desciende a la Primera B.
| Sanciones                                                                        |
| -------------------------------------------------------------------------------- |
| - Bonificación de 3 puntos para Cobresal - Reducción de 3 puntos para Colo-Colo. |

## Evolución
| Equipo / Fecha       | 01   | 02   | 03   | 04   | 05   | 06   | 07   | 08   | 09   | 10   | 11   | 12   | 13   | 14   | 15   | 16   | 17   | 18   | 19   | 20   | 21   | 22   | 23   | 24   | 25   | 26   | 27   | 28   | 29   | 30   |
| -------------------- | ---- | ---- | ---- | ---- | ---- | ---- | ---- | ---- | ---- | ---- | ---- | ---- | ---- | ---- | ---- | ---- | ---- | ---- | ---- | ---- | ---- | ---- | ---- | ---- | ---- | ---- | ---- | ---- | ---- | ---- |
| Huachipato           | 3.°  | 3.°  | 1.°  | 1.°  | 1.°  | 2.°  | 3.°  | 2.°  | 1.°  | 1.°  | 2.°  | 2.°  | 2.°  | 1.°  | 2.°  | 2.°  | 2.°  | 2.°  | 2.°  | 2.°  | 2.°  | 2.°  | 2.°  | 2.°  | 2.°  | 2.°  | 2.°  | 3.°  | 2.°  | 1.°  |
| Cobresal             | 4.°  | 6.°  | 4.°  | 4.°  | 5.°  | 6.°  | 5.°  | 6.°  | 5.°  | 2.°  | 1.°  | 1.°  | 1.°  | 2.°  | 1.°  | 1.°  | 1.°  | 1.°  | 1.°  | 1.°  | 1.°  | 1.°  | 1.°  | 1.°  | 1.°  | 1.°  | 1.°  | 1.°  | 1.°  | 2.°  |
| Colo-Colo            | 1.°  | 7.°  | 11.° | 8.°  | 8.°  | 10.° | 6.°  | 7.°  | 8.°  | 6.°  | 5.°  | 5.°  | 3.°  | 3.°  | 5.°  | 8.°  | 6.°  | 7.°  | 5.°  | 3.°  | 4.°  | 5.°  | 3.°  | 3.°  | 3.°  | 3.°  | 3.°  | 2.°  | 3.°  | 3.°  |
| Palestino            | 9.°  | 11.° | 7.°  | 2.°  | 3.°  | 4.°  | 4.°  | 5.°  | 6.°  | 7.°  | 10.° | 11.° | 12.° | 9.°  | 11.° | 9.°  | 9.°  | 9.°  | 7.°  | 4.°  | 3.°  | 3.°  | 4.°  | 4.°  | 4.°  | 4.°  | 4.°  | 6.°  | 4.°  | 4.°  |
| Coquimbo Unido       | 10.° | 12.° | 9.°  | 13.° | 14.° | 12.° | 7.°  | 4.°  | 3.°  | 5.°  | 6.°  | 10.° | 7.°  | 6.°  | 3.°  | 4.°  | 4.°  | 4.°  | 8.°  | 7.°  | 6.°  | 6.°  | 7.°  | 6.°  | 7.°  | 6.°  | 6.°  | 5.°  | 6.°  | 5.°  |
| Everton              | 16.° | 15.° | 15.° | 12.° | 12.° | 8.°  | 11.° | 8.°  | 9.°  | 8.°  | 11.° | 6.°  | 8.°  | 8.°  | 7.°  | 5.°  | 7.°  | 5.°  | 3.°  | 5.°  | 5.°  | 4.°  | 5.°  | 5.°  | 5.°  | 5.°  | 5.°  | 4.°  | 5.°  | 6.°  |
| Universidad Católica | 2.°  | 1.°  | 2.°  | 3.°  | 2.°  | 1.°  | 1.°  | 1.°  | 2.°  | 3.°  | 4.°  | 4.°  | 5.°  | 4.°  | 4.°  | 7.°  | 8.°  | 8.°  | 9.°  | 9.°  | 10.° | 9.°  | 9.°  | 7.°  | 8.°  | 7.°  | 7.°  | 8.°  | 8.°  | 7.°  |
| Unión La Calera      | 13.° | 8.°  | 10.° | 5.°  | 6.°  | 5.°  | 8.°  | 9.°  | 7.°  | 11.° | 9.°  | 9.°  | 11.° | 13.° | 13.° | 12.° | 10.° | 10.° | 10.° | 10.° | 9.°  | 7.°  | 6.°  | 8.°  | 6.°  | 8.°  | 9.°  | 7.°  | 7.°  | 8.°  |
| Universidad de Chile | 14.° | 10.° | 12°  | 10°  | 4.°  | 3.°  | 2.°  | 3.°  | 4.°  | 4.°  | 3.°  | 3.°  | 4.°  | 5.°  | 6.°  | 3.°  | 3.°  | 3.°  | 6.°  | 8.°  | 8.°  | 10.° | 10.° | 10.° | 9.°  | 9.°  | 8.°  | 9.°  | 9.°  | 9.°  |
| Unión Española       | 12.° | 14.° | 14.° | 14.° | 16.° | 16.° | 14.° | 14.° | 11.° | 9.°  | 7.°  | 7.°  | 6.°  | 7.°  | 8.°  | 6.°  | 5.°  | 6.°  | 4.°  | 6.°  | 7.°  | 8.°  | 8.°  | 9.°  | 11.° | 11.° | 12.° | 12.° | 10.° | 10.° |
| O'Higgins            | 6.°  | 2.°  | 3.°  | 6.°  | 9.°  | 9.°  | 9.°  | 10.° | 12.° | 10.° | 8.°  | 8.°  | 10.° | 10.° | 9.°  | 10.° | 11.° | 12.° | 13.° | 12.° | 12.° | 12.° | 11.° | 11.° | 12.° | 13.° | 13.° | 13.° | 11.° | 11.° |
| Ñublense             | 5.°  | 4.°  | 5.°  | 7.°  | 7.°  | 7.°  | 10.° | 11.° | 13.° | 12.° | 12.° | 12.° | 9.°  | 11.° | 12.° | 13.° | 14.° | 13.° | 11.° | 13.° | 13.° | 13.° | 12.° | 12.° | 10.° | 10.° | 11.° | 11.° | 12.° | 12.° |
| Audax Italiano       | 8.°  | 5.°  | 8.°  | 11.° | 11.° | 14.° | 15.° | 15.° | 15.° | 15.° | 13.° | 13.° | 13.° | 12.° | 10.° | 11.° | 12.° | 11.° | 12.° | 11.° | 11.° | 11.° | 13.° | 13.° | 13.° | 12.° | 10.° | 10.° | 13.° | 13.° |
| Deportes Copiapó     | 15.° | 16.° | 16.° | 16.° | 15.° | 15.° | 16.° | 16.° | 16.° | 16.° | 15.° | 14.° | 15.° | 15.° | 15.° | 15.° | 15.° | 15.° | 16.° | 16.° | 16.° | 15.° | 14.° | 14.° | 14.° | 14.° | 14.° | 14.° | 14.° | 14.° |
| Magallanes           | 11.° | 13.° | 13.° | 15.° | 13.° | 11.° | 12.° | 12.° | 14.° | 14.° | 16.° | 16.° | 16.° | 16.° | 16.° | 16.° | 16.° | 16.° | 15.° | 15.° | 15.° | 16.° | 15.° | 15.° | 15.° | 15.° | 15.° | 15.° | 15.° | 15.° |
| Curicó Unido         | 7.°  | 9.°  | 6.°  | 9.°  | 10.° | 13.° | 13.° | 13.° | 10.° | 13.° | 14.° | 15.° | 14.° | 14.° | 14.° | 14.° | 13.° | 14.° | 14.° | 14.° | 14.° | 14.° | 16.° | 16.° | 16.° | 16.° | 16.° | 16.° | 16.° | 16.° |

## Resultados
- Los horarios corresponden al huso horario de Chile: UTC-4 en horario estándar y UTC-3 en horario de verano.

### Primera rueda
| Fecha 1              | Fecha 1   | Fecha 1              | Fecha 1                  | Fecha 1     | Fecha 1 |
| Local                | Resultado | Visita               | Estadio                  | Fecha       | Hora    |
| -------------------- | --------- | -------------------- | ------------------------ | ----------- | ------- |
| Magallanes           | 0-1       | O'Higgins            | Luis Navarro             | 20 de enero | 18:00   |
| Unión Española       | 0-1       | Ñublense             | Santa Laura              | 20 de enero | 20:30   |
| Palestino            | 1-1       | Audax Italiano       | Municipal de La Cisterna | 21 de enero | 18:00   |
| Cobresal             | 3-1       | Unión La Calera      | El Cobre                 | 21 de enero | 20:30   |
| Everton              | 0-3       | Universidad Católica | Sausalito                | 22 de enero | 12:00   |
| Deportes Copiapó     | 2-5       | Colo-Colo            | Luis Valenzuela          | 22 de enero | 18:30   |
| Curicó Unido         | 1-0       | Coquimbo Unido       | La Granja                | 22 de enero | 21:00   |
| Universidad de Chile | 1-3       | Huachipato           | Santa Laura              | 23 de enero | 19:00   |

| Fecha 2              | Fecha 2   | Fecha 2          | Fecha 2                    | Fecha 2     | Fecha 2 |
| Local                | Resultado | Visita           | Estadio                    | Fecha       | Hora    |
| -------------------- | --------- | ---------------- | -------------------------- | ----------- | ------- |
| Ñublense             | 3-2       | Magallanes       | Nelson Oyarzún             | 27 de enero | 18:30   |
| Unión La Calera      | 3-2       | Everton          | Nicolás Chahuán            | 27 de enero | 21:00   |
| Coquimbo Unido       | 1-1       | Palestino        | Francisco Sánchez          | 28 de enero | 12:00   |
| Universidad de Chile | 1-0       | Unión Española   | Elías Figueroa             | 28 de enero | 18:00   |
| Universidad Católica | 3-1       | Curicó Unido     | Ester Roa                  | 28 de enero | 20:30   |
| Huachipato           | 2-1       | Cobresal         | Huachipato-CAP             | 29 de enero | 12:00   |
| O'Higgins            | 5-1       | Colo-Colo        | El Teniente                | 29 de enero | 18:00   |
| Audax Italiano       | 3-0       | Deportes Copiapó | Bicentenario de La Florida | 29 de enero | 20:30   |

| Fecha 3        | Fecha 3   | Fecha 3              | Fecha 3                  | Fecha 3       | Fecha 3 |
| Local          | Resultado | Visita               | Estadio                  | Fecha         | Hora    |
| -------------- | --------- | -------------------- | ------------------------ | ------------- | ------- |
| Coquimbo Unido | 2-1       | Universidad Católica | Francisco Sánchez        | 3 de febrero  | 18:30   |
| Curicó Unido   | 2-1       | Audax Italiano       | La Granja                | 3 de febrero  | 21:00   |
| Magallanes     | 1-1       | Unión La Calera      | Luis Navarro             | 4 de febrero  | 18:00   |
| Unión Española | 1-1       | Everton              | Santa Laura              | 4 de febrero  | 20:30   |
| Palestino      | 2-0       | Universidad de Chile | Municipal de La Cisterna | 5 de febrero  | 18:00   |
| Cobresal       | 1-0       | Deportes Copiapó     | El Cobre                 | 5 de febrero  | 20:30   |
| O'Higgins      | 0-1       | Huachipato           | El Teniente              | 6 de febrero  | 21:30   |
| Colo-Colo      | 1-0       | Ñublense             | Monumental               | 13 de febrero | 20:00   |

| Fecha 4              | Fecha 4   | Fecha 4        | Fecha 4                    | Fecha 4       | Fecha 4 |
| Local                | Resultado | Visita         | Estadio                    | Fecha         | Hora    |
| -------------------- | --------- | -------------- | -------------------------- | ------------- | ------- |
| Audax Italiano       | 1-1       | Unión Española | Bicentenario de La Florida | 9 de febrero  | 21:00   |
| Deportes Copiapó     | 1-3       | Palestino      | Luis Valenzuela            | 10 de febrero | 21:00   |
| Unión La Calera      | 3-2       | Curicó Unido   | Nicolás Chahuán            | 10 de febrero | 21:00   |
| Universidad de Chile | 2-1       | Magallanes     | La Portada                 | 11 de febrero | 12:00   |
| Everton              | 2-0       | Coquimbo Unido | Sausalito                  | 11 de febrero | 20:30   |
| Universidad Católica | 3-3       | Cobresal       | El Teniente                | 12 de febrero | 19:00   |
| Ñublense             | 2-1       | O'Higgins      | Nelson Oyarzún             | 31 de marzo   | 19:00   |
| Huachipato           | 0-1       | Colo-Colo      | Huachipato-CAP             | 1 de abril    | 12:00   |

| Fecha 5        | Fecha 5   | Fecha 5              | Fecha 5                    | Fecha 5       | Fecha 5 |
| Local          | Resultado | Visita               | Estadio                    | Fecha         | Hora    |
| -------------- | --------- | -------------------- | -------------------------- | ------------- | ------- |
| Curicó Unido   | 1-2       | Deportes Copiapó     | La Granja                  | 16 de febrero | 20:30   |
| Unión Española | 1-2       | Magallanes           | Bicentenario de La Florida | 17 de febrero | 18:00   |
| Coquimbo Unido | 1-2       | Huachipato           | Francisco Sánchez          | 18 de febrero | 11:00   |
| Cobresal       | 1-1       | Ñublense             | El Cobre                   | 18 de febrero | 18:00   |
| Audax Italiano | 1-2       | Universidad Católica | Bicentenario de La Florida | 18 de febrero | 20:30   |
| O'Higgins      | 0-1       | Universidad de Chile | El Teniente                | 19 de febrero | 18:00   |
| Colo-Colo      | 1-1       | Everton              | Monumental                 | 19 de febrero | 20:30   |
| Palestino      | 1-1       | Unión La Calera      | Municipal de La Cisterna   | 20 de febrero | 18:00   |

| Fecha 6              | Fecha 6   | Fecha 6              | Fecha 6         | Fecha 6       | Fecha 6 |
| Local                | Resultado | Visita               | Estadio         | Fecha         | Hora    |
| -------------------- | --------- | -------------------- | --------------- | ------------- | ------- |
| Curicó Unido         | 1-3       | Universidad de Chile | La Granja       | 24 de febrero | 20:00   |
| Universidad Católica | 5-2       | Palestino            | El Teniente     | 25 de febrero | 20:15   |
| Magallanes           | 2-1       | Cobresal             | El Teniente     | 26 de febrero | 18:00   |
| Unión La Calera      | 1-1       | Ñublense             | Nicolás Chahuán | 26 de febrero | 18:00   |
| Colo-Colo            | 2-3       | Coquimbo Unido       | Monumental      | 26 de febrero | 20:30   |
| Everton              | 3-1       | Audax Italiano       | Sausalito       | 27 de febrero | 20:30   |
| Deportes Copiapó     | 2-2       | O'Higgins            | Luis Valenzuela | 27 de febrero | 20:30   |
| Huachipato           | 1-0       | Unión Española       | Huachipato-CAP  | 5 de abril    | 19:00   |

| Fecha 7              | Fecha 7   | Fecha 7              | Fecha 7                  | Fecha 7    | Fecha 7 |
| Local                | Resultado | Visita               | Estadio                  | Fecha      | Hora    |
| -------------------- | --------- | -------------------- | ------------------------ | ---------- | ------- |
| Universidad de Chile | 1-1       | Unión La Calera      | Santa Laura              | 2 de marzo | 20:30   |
| Palestino            | 2-1       | Huachipato           | Municipal de La Cisterna | 3 de marzo | 18:00   |
| Coquimbo Unido       | 3-1       | Audax Italiano       | Francisco Sánchez        | 3 de marzo | 18:00   |
| Ñublense             | 1-2       | Universidad Católica | Nelson Oyarzún           | 3 de marzo | 20:30   |
| O'Higgins            | 2-2       | Curicó Unido         | El Teniente              | 4 de marzo | 18:00   |
| Unión Española       | 3-0       | Deportes Copiapó     | Santa Laura              | 4 de marzo | 20:30   |
| Colo-Colo            | 2-0       | Magallanes           | Monumental               | 5 de marzo | 18:00   |
| Cobresal             | 3-2       | Everton              | El Cobre                 | 5 de marzo | 20:30   |

| Fecha 8              | Fecha 8   | Fecha 8              | Fecha 8                    | Fecha 8     | Fecha 8 |
| Local                | Resultado | Visita               | Estadio                    | Fecha       | Hora    |
| -------------------- | --------- | -------------------- | -------------------------- | ----------- | ------- |
| Deportes Copiapó     | 0-0       | Unión La Calera      | Luis Valenzuela            | 10 de marzo | 20:30   |
| Everton              | 1-0       | Ñublense             | Sausalito                  | 11 de marzo | 12:00   |
| Curicó Unido         | 1-3       | Huachipato           | La Granja                  | 11 de marzo | 20:30   |
| Universidad Católica | 2-2       | Unión Española       | La Portada                 | 12 de marzo | 12:00   |
| Colo-Colo            | 0-0       | Universidad de Chile | Monumental                 | 12 de marzo | 18:00   |
| Audax Italiano       | 2-2       | O'Higgins            | Bicentenario de La Florida | 13 de marzo | 20:30   |
| Coquimbo Unido       | 0-3       | Cobresal             | Francisco Sánchez          | 13 de marzo | 20:30   |
| Palestino            | 3-2       | Magallanes           | Municipal de La Cisterna   | 1 de abril  | 17:30   |

| Fecha 9              | Fecha 9   | Fecha 9              | Fecha 9                    | Fecha 9     | Fecha 9 |
| Local                | Resultado | Visita               | Estadio                    | Fecha       | Hora    |
| -------------------- | --------- | -------------------- | -------------------------- | ----------- | ------- |
| Ñublense             | 1-2       | Curicó Unido         | Nelson Oyarzún             | 17 de marzo | 19:00   |
| Huachipato           | 3-0       | Everton              | Huachipato-CAP             | 18 de marzo | 12:00   |
| Cobresal             | 3-1       | Colo-Colo            | El Cobre                   | 18 de marzo | 18:00   |
| O'Higgins            | 0-2       | Coquimbo Unido       | El Teniente                | 18 de marzo | 18:00   |
| Unión La Calera      | 0-0       | Audax Italiano       | Nicolás Chahuán            | 18 de marzo | 20:30   |
| Universidad de Chile | 0-0       | Deportes Copiapó     | Elías Figueroa             | 19 de marzo | 18:00   |
| Unión Española       | 2-0       | Palestino            | Santa Laura                | 19 de marzo | 20:30   |
| Magallanes           | 1-1       | Universidad Católica | Bicentenario de La Florida | 19 de marzo | 20:30   |

| Fecha 10             | Fecha 10  | Fecha 10             | Fecha 10                   | Fecha 10    | Fecha 10 |
| Local                | Resultado | Visita               | Estadio                    | Fecha       | Hora     |
| -------------------- | --------- | -------------------- | -------------------------- | ----------- | -------- |
| Palestino            | 1-5       | Cobresal             | La Cisterna                | 14 de abril | 15:30    |
| Ñublense             | 1-3       | Coquimbo Unido       | Nelson Oyarzún             | 14 de abril | 18:00    |
| Everton              | 2-0       | Magallanes           | Sausalito                  | 14 de abril | 20:30    |
| Universidad Católica | 0-0       | Colo-Colo            | Santa Laura                | 15 de abril | 15:00    |
| Deportes Copiapó     | 1-1       | Huachipato           | Luis Valenzuela            | 15 de abril | 20:30    |
| Audax Italiano       | 1-2       | Universidad de Chile | Bicentenario de La Florida | 16 de abril | 15:30    |
| Unión La Calera      | 0-1       | O'Higgins            | Nicolás Chahuán            | 16 de abril | 20:30    |
| Curicó Unido         | 0-1       | Unión Española       | La Granja                  | 17 de abril | 20:30    |

| Fecha 11             | Fecha 11  | Fecha 11             | Fecha 11       | Fecha 11    | Fecha 11 |
| Local                | Resultado | Visita               | Estadio        | Fecha       | Hora     |
| -------------------- | --------- | -------------------- | -------------- | ----------- | -------- |
| Huachipato           | 2-3       | Unión La Calera      | Huachipato-CAP | 22 de abril | 15:00    |
| Everton              | 1-2       | Universidad de Chile | Sausalito      | 22 de abril | 17:30    |
| Universidad Católica | 0-1       | O'Higgins            | Santa Laura    | 22 de abril | 20:00    |
| Magallanes           | 0-2       | Deportes Copiapó     | Luis Navarro   | 23 de abril | 15:00    |
| Cobresal             | 2-0       | Curicó Unido         | El Cobre       | 23 de abril | 15:00    |
| Colo-Colo            | 3-1       | Palestino            | Monumental     | 23 de abril | 17:30    |
| Unión Española       | 2-0       | Coquimbo Unido       | Santa Laura    | 23 de abril | 20:00    |
| Ñublense             | 2-5       | Audax Italiano       | Nelson Oyarzún | 24 de abril | 20:30    |

| Fecha 12             | Fecha 12  | Fecha 12             | Fecha 12                   | Fecha 12    | Fecha 12 |
| Local                | Resultado | Visita               | Estadio                    | Fecha       | Hora     |
| -------------------- | --------- | -------------------- | -------------------------- | ----------- | -------- |
| Unión La Calera      | 0-0       | Colo-Colo            | Nicolás Chahuán            | 28 de abril | 18:00    |
| Palestino            | 1-2       | Ñublense             | La Cisterna                | 29 de abril | 12:30    |
| Curicó Unido         | 2-3       | Everton              | La Granja                  | 29 de abril | 17:30    |
| Audax Italiano       | 1-0       | Cobresal             | Bicentenario de La Florida | 29 de abril | 20:00    |
| O'Higgins            | 1-1       | Unión Española       | El Teniente                | 30 de abril | 18:00    |
| Deportes Copiapó     | 1-0       | Coquimbo Unido       | Luis Valenzuela            | 30 de abril | 20:30    |
| Universidad de Chile | 3-0       | Universidad Católica | Santa Laura                | 28 de junio | 18:00    |
| Huachipato           | 1-1       | Magallanes           | Huachipato-CAP             | 3 de julio  | 12:00    |

| Fecha 13             | Fecha 13  | Fecha 13             | Fecha 13          | Fecha 13   | Fecha 13 |
| Local                | Resultado | Visita               | Estadio           | Fecha      | Hora     |
| -------------------- | --------- | -------------------- | ----------------- | ---------- | -------- |
| Magallanes           | 1-2       | Curicó Unido         | Luis Navarro      | 9 de mayo  | 15:30    |
| Ñublense             | 1-0       | Deportes Copiapó     | Nelson Oyarzún    | 9 de mayo  | 18:00    |
| Unión Española       | 3-2       | Unión La Calera      | Santa Laura       | 9 de mayo  | 18:00    |
| Colo-Colo            | 2-1       | Audax Italiano       | Monumental        | 9 de mayo  | 20:30    |
| Coquimbo Unido       | 2-1       | Universidad de Chile | Francisco Sánchez | 10 de mayo | 18:00    |
| Cobresal             | 1-0       | O'Higgins            | El Cobre          | 10 de mayo | 18:00    |
| Universidad Católica | 1-2       | Huachipato           | Santa Laura       | 10 de mayo | 20:30    |
| Everton              | 2-2       | Palestino            | Sausalito         | 11 de mayo | 20:30    |

| Fecha 14             | Fecha 14  | Fecha 14             | Fecha 14        | Fecha 14   | Fecha 14 |
| Local                | Resultado | Visita               | Estadio         | Fecha      | Hora     |
| -------------------- | --------- | -------------------- | --------------- | ---------- | -------- |
| Magallanes           | 1-2       | Audax Italiano       | Luis Navarro    | 13 de mayo | 15:30    |
| Unión Española       | 1-1       | Colo-Colo            | Santa Laura     | 13 de mayo | 18:00    |
| Huachipato           | 2-0       | Ñublense             | Huachipato-CAP  | 14 de mayo | 12:30    |
| Unión La Calera      | 1-2       | Coquimbo Unido       | Nicolás Chahuán | 14 de mayo | 15:00    |
| Deportes Copiapó     | 1-4       | Universidad Católica | Luis Valenzuela | 14 de mayo | 17:30    |
| Curicó Unido         | 0-1       | Palestino            | La Granja       | 14 de mayo | 20:00    |
| Universidad de Chile | 0-0       | Cobresal             | Santa Laura     | 15 de mayo | 18:00    |
| O'Higgins            | 1-1       | Everton              | El Teniente     | 15 de mayo | 20:30    |

| Fecha 15             | Fecha 15  | Fecha 15             | Fecha 15                   | Fecha 15   | Fecha 15 |
| Local                | Resultado | Visita               | Estadio                    | Fecha      | Hora     |
| -------------------- | --------- | -------------------- | -------------------------- | ---------- | -------- |
| Colo-Colo            | 0-1       | Curicó Unido         | Monumental                 | 18 de mayo | 20:00    |
| Palestino            | 0-1       | O'Higgins            | La Cisterna                | 19 de mayo | 15:30    |
| Audax Italiano       | 1-0       | Huachipato           | Bicentenario de La Florida | 19 de mayo | 18:00    |
| Coquimbo Unido       | 1-0       | Magallanes           | Francisco Sánchez          | 19 de mayo | 20:30    |
| Ñublense             | 1-1       | Universidad de Chile | Nelson Oyarzún             | 20 de mayo | 15:00    |
| Everton              | 2-1       | Deportes Copiapó     | Sausalito                  | 20 de mayo | 17:30    |
| Universidad Católica | 1-1       | Unión La Calera      | Santa Laura                | 20 de mayo | 20:00    |
| Cobresal             | 0-0       | Unión Española       | El Cobre                   | 21 de mayo | 17:30    |

### Segunda rueda
| Fecha 16             | Fecha 16  | Fecha 16             | Fecha 16                   | Fecha 16         | Fecha 16 |
| Local                | Resultado | Visita               | Estadio                    | Fecha            | Hora     |
| -------------------- | --------- | -------------------- | -------------------------- | ---------------- | -------- |
| Ñublense             | 0-1       | Unión Española       | Nelson Oyarzún             | 6 de julio       | 19:00    |
| Audax Italiano       | 0-3       | Palestino            | Bicentenario de La Florida | 7 de julio       | 18:00    |
| Huachipato           | 1-2       | Universidad de Chile | Huachipato-CAP             | 8 de julio       | 12:30    |
| Universidad Católica | 0-1       | Everton              | Santa Laura                | 8 de julio       | 17:30    |
| Unión La Calera      | 1-1       | Cobresal             | Nicolás Chahuán            | 8 de julio       | 20:00    |
| O'Higgins            | 1-2       | Magallanes           | El Teniente                | 9 de julio       | 18:00    |
| Coquimbo Unido       | 1-0       | Curicó Unido         | Francisco Sánchez          | 12 de julio      | 19:00    |
| Colo-Colo            | 1-1       | Deportes Copiapó     | Monumental                 | 14 de septiembre | 19:00    |

| Fecha 17         | Fecha 17  | Fecha 17             | Fecha 17        | Fecha 17    | Fecha 17 |
| Local            | Resultado | Visita               | Estadio         | Fecha       | Hora     |
| ---------------- | --------- | -------------------- | --------------- | ----------- | -------- |
| Cobresal         | 2-0       | Huachipato           | El Cobre        | 14 de julio | 17:00    |
| Colo-Colo        | 2-0       | O'Higgins            | Monumental      | 15 de julio | 12:30    |
| Deportes Copiapó | 1-0       | Audax Italiano       | Luis Valenzuela | 16 de julio | 12:30    |
| Magallanes       | 1-1       | Ñublense             | Luis Navarro    | 16 de julio | 15:00    |
| Everton          | 1-2       | Unión La Calera      | Sausalito       | 16 de julio | 17:30    |
| Curicó Unido     | 2-0       | Universidad Católica | La Granja       | 16 de julio | 20:00    |
| Palestino        | 1-1       | Coquimbo Unido       | La Cisterna     | 17 de julio | 15:00    |
| Unión Española   | 3-0       | Universidad de Chile | Santa Laura     | 17 de julio | 18:00    |

| Fecha 18             | Fecha 18  | Fecha 18       | Fecha 18                   | Fecha 18    | Fecha 18 |
| Local                | Resultado | Visita         | Estadio                    | Fecha       | Hora     |
| -------------------- | --------- | -------------- | -------------------------- | ----------- | -------- |
| Unión La Calera      | 2-1       | Magallanes     | Nicolás Chahuán            | 21 de julio | 18:00    |
| Deportes Copiapó     | 0-3       | Cobresal       | Luis Valenzuela            | 22 de julio | 15:00    |
| Huachipato           | 2-0       | O'Higgins      | Huachipato-CAP             | 22 de julio | 17:30    |
| Universidad de Chile | 0-1       | Palestino      | Santa Laura                | 22 de julio | 20:00    |
| Everton              | 1-0       | Unión Española | Sausalito                  | 23 de julio | 15:00    |
| Universidad Católica | 2-1       | Coquimbo Unido | Santa Laura                | 23 de julio | 18:00    |
| Audax Italiano       | 3-0       | Curicó Unido   | Bicentenario de La Florida | 24 de julio | 20:30    |
| Ñublense             | 0-0       | Colo-Colo      | Nelson Oyarzún             | 25 de julio | 18:00    |

| Fecha 19       | Fecha 19  | Fecha 19             | Fecha 19          | Fecha 19    | Fecha 19 |
| Local          | Resultado | Visita               | Estadio           | Fecha       | Hora     |
| -------------- | --------- | -------------------- | ----------------- | ----------- | -------- |
| O'Higgins      | 1-2       | Ñublense             | El Teniente       | 28 de julio | 18:00    |
| Cobresal       | 2-2       | Universidad Católica | El Cobre          | 29 de julio | 15:00    |
| Colo-Colo      | 3-1       | Huachipato           | Monumental        | 29 de julio | 17:30    |
| Unión Española | 3-0       | Audax Italiano       | Santa Laura       | 29 de julio | 20:00    |
| Magallanes     | 2-1       | Universidad de Chile | Nicolás Chahuán   | 30 de julio | 12:30    |
| Palestino      | 2-0       | Deportes Copiapó     | La Cisterna       | 30 de julio | 15:00    |
| Curicó Unido   | 0-3       | Unión La Calera      | La Granja         | 30 de julio | 17:30    |
| Coquimbo Unido | 0-2       | Everton              | Francisco Sánchez | 30 de julio | 20:00    |

| Fecha 20             | Fecha 20  | Fecha 20       | Fecha 20        | Fecha 20    | Fecha 20 |
| Local                | Resultado | Visita         | Estadio         | Fecha       | Hora     |
| -------------------- | --------- | -------------- | --------------- | ----------- | -------- |
| Magallanes           | 1-0       | Unión Española | Luis Navarro    | 5 de agosto | 12:30    |
| Huachipato           | 2-2       | Coquimbo Unido | Huachipato-CAP  | 5 de agosto | 15:00    |
| Universidad Católica | 0-2       | Audax Italiano | Santa Laura     | 5 de agosto | 17:30    |
| Ñublense             | 1-2       | Cobresal       | Nelson Oyarzún  | 6 de agosto | 12:30    |
| Everton              | 1-2       | Colo-Colo      | Sausalito       | 6 de agosto | 15:00    |
| Deportes Copiapó     | 1-1       | Curicó Unido   | Luis Valenzuela | 6 de agosto | 17:30    |
| Unión La Calera      | 2-3       | Palestino      | Nicolás Chahuán | 6 de agosto | 20:00    |
| Universidad de Chile | 2-5       | O'Higgins      | Santa Laura     | 7 de agosto | 20:00    |

| Fecha 21             | Fecha 21  | Fecha 21             | Fecha 21                   | Fecha 21     | Fecha 21 |
| Local                | Resultado | Visita               | Estadio                    | Fecha        | Hora     |
| -------------------- | --------- | -------------------- | -------------------------- | ------------ | -------- |
| Cobresal             | 3-1       | Magallanes           | El Cobre                   | 11 de agosto | 17:00    |
| Coquimbo Unido       | 2-2       | Colo-Colo            | Francisco Sánchez          | 12 de agosto | 15:00    |
| O'Higgins            | 1-1       | Deportes Copiapó     | El Teniente                | 12 de agosto | 17:30    |
| Unión Española       | 0-1       | Huachipato           | Santa Laura                | 12 de agosto | 20:00    |
| Palestino            | 3-0       | Universidad Católica | La Cisterna                | 13 de agosto | 15:00    |
| Audax Italiano       | 0-1       | Everton              | Bicentenario de La Florida | 13 de agosto | 18:00    |
| Universidad de Chile | 1-1       | Curicó Unido         | Santa Laura                | 14 de agosto | 20:00    |
| Ñublense             | 1-1       | Unión La Calera      | Nelson Oyarzún             | 15 de agosto | 12:30    |

| Fecha 22             | Fecha 22  | Fecha 22             | Fecha 22                   | Fecha 22         | Fecha 22 |
| Local                | Resultado | Visita               | Estadio                    | Fecha            | Hora     |
| -------------------- | --------- | -------------------- | -------------------------- | ---------------- | -------- |
| Audax Italiano       | 1-1       | Coquimbo Unido       | Bicentenario de La Florida | 25 de agosto     | 15:30    |
| Unión La Calera      | 2-1       | Universidad de Chile | Nicolás Chahuán            | 25 de agosto     | 18:00    |
| Deportes Copiapó     | 4-3       | Unión Española       | Luis Valenzuela            | 26 de agosto     | 15:00    |
| Universidad Católica | 2-1       | Ñublense             | Santa Laura                | 26 de agosto     | 17:30    |
| Everton              | 2-2       | Cobresal             | Sausalito                  | 28 de agosto     | 19:00    |
| Curicó Unido         | 1-3       | O'Higgins            | La Granja                  | 13 de septiembre | 18:30    |
| Huachipato           | 2-2       | Palestino            | Huachipato-CAP             | 14 de septiembre | 19:00    |
| Magallanes           | 1-2       | Colo-Colo            | El Teniente                | 7 de noviembre   | 18:00    |

| Fecha 23             | Fecha 23  | Fecha 23             | Fecha 23        | Fecha 23        | Fecha 23 |
| Local                | Resultado | Visita               | Estadio         | Fecha           | Hora     |
| -------------------- | --------- | -------------------- | --------------- | --------------- | -------- |
| Unión Española       | 2-2       | Universidad Católica | Santa Laura     | 31 de agosto    | 20:00    |
| Unión La Calera      | 1-1       | Deportes Copiapó     | Nicolás Chahuán | 1 de septiembre | 19:00    |
| Universidad de Chile | 1-1       | Colo-Colo            | Santa Laura     | 2 de septiembre | 15:00    |
| Huachipato           | 3-0       | Curicó Unido         | Huachipato-CAP  | 2 de septiembre | 18:00    |
| Magallanes           | 2-0       | Palestino            | Luis Navarro    | 3 de septiembre | 12:30    |
| Cobresal             | 3-2       | Coquimbo Unido       | El Cobre        | 3 de septiembre | 15:00    |
| O'Higgins            | 2-1       | Audax Italiano       | El Teniente     | 3 de septiembre | 17:30    |
| Ñublense             | 1-0       | Everton              | Nelson Oyarzún  | 3 de septiembre | 20:00    |

| Fecha 24             | Fecha 24  | Fecha 24             | Fecha 24                   | Fecha 24         | Fecha 24 |
| Local                | Resultado | Visita               | Estadio                    | Fecha            | Hora     |
| -------------------- | --------- | -------------------- | -------------------------- | ---------------- | -------- |
| Coquimbo Unido       | 2-1       | O'Higgins            | Francisco Sánchez          | 22 de septiembre | 20:30    |
| Palestino            | 2-1       | Unión Española       | La Cisterna                | 23 de septiembre | 12:30    |
| Curicó Unido         | 0-3       | Ñublense             | La Granja                  | 23 de septiembre | 15:00    |
| Colo-Colo            | 6-0       | Cobresal             | Monumental                 | 23 de septiembre | 17:30    |
| Everton              | 1-2       | Huachipato           | Sausalito                  | 23 de septiembre | 20:00    |
| Deportes Copiapó     | 3-1       | Universidad de Chile | Luis Valenzuela            | 24 de septiembre | 15:00    |
| Universidad Católica | 1-0       | Magallanes           | Santa Laura                | 24 de septiembre | 17:30    |
| Audax Italiano       | 2-1       | Unión La Calera      | Bicentenario de La Florida | 24 de septiembre | 20:00    |

| Fecha 25             | Fecha 25  | Fecha 25             | Fecha 25          | Fecha 25         | Fecha 25 |
| Local                | Resultado | Visita               | Estadio           | Fecha            | Hora     |
| -------------------- | --------- | -------------------- | ----------------- | ---------------- | -------- |
| Coquimbo Unido       | 1-3       | Ñublense             | Francisco Sánchez | 30 de septiembre | 12:30    |
| Magallanes           | 1-4       | Everton              | Luis Navarro      | 30 de septiembre | 15:00    |
| Huachipato           | 1-0       | Deportes Copiapó     | Huachipato-CAP    | 30 de septiembre | 17:30    |
| Unión Española       | 2-2       | Curicó Unido         | Santa Laura       | 30 de septiembre | 20:00    |
| O'Higgins            | 0-1       | Unión La Calera      | El Teniente       | 1 de octubre     | 11:15    |
| Colo-Colo            | 2-1       | Universidad Católica | Monumental        | 1 de octubre     | 15:00    |
| Cobresal             | 2-1       | Palestino            | El Cobre          | 1 de octubre     | 18:00    |
| Universidad de Chile | 2-0       | Audax Italiano       | Santa Laura       | 2 de octubre     | 19:00    |

| Fecha 26             | Fecha 26  | Fecha 26             | Fecha 26                   | Fecha 26       | Fecha 26 |
| Local                | Resultado | Visita               | Estadio                    | Fecha          | Hora     |
| -------------------- | --------- | -------------------- | -------------------------- | -------------- | -------- |
| Unión La Calera      | 2-4       | Huachipato           | Nicolás Chahuán            | 6 de octubre   | 19:00    |
| Curicó Unido         | 1-2       | Cobresal             | La Granja                  | 7 de octubre   | 12:30    |
| O'Higgins            | 0-3       | Universidad Católica | El Teniente                | 7 de octubre   | 15:00    |
| Coquimbo Unido       | 3-1       | Unión Española       | Francisco Sánchez          | 7 de octubre   | 20:00    |
| Deportes Copiapó     | 2-1       | Magallanes           | Luis Valenzuela            | 8 de octubre   | 12:30    |
| Palestino            | 1-0       | Colo-Colo            | La Cisterna                | 8 de octubre   | 15:00    |
| Audax Italiano       | 1-0       | Ñublense             | Bicentenario de La Florida | 8 de octubre   | 20:00    |
| Universidad de Chile | 1-2       | Everton              | Santa Laura                | 6 de noviembre | 19:00    |

| Fecha 27             | Fecha 27  | Fecha 27             | Fecha 27          | Fecha 27        | Fecha 27 |
| Local                | Resultado | Visita               | Estadio           | Fecha           | Hora     |
| -------------------- | --------- | -------------------- | ----------------- | --------------- | -------- |
| Universidad Católica | 1-3       | Universidad de Chile | Santa Laura       | 11 de noviembre | 15:00    |
| Cobresal             | 3-4       | Audax Italiano       | El Cobre          | 11 de noviembre | 18:30    |
| Ñublense             | 1-1       | Palestino            | Nelson Oyarzún    | 11 de noviembre | 21:00    |
| Magallanes           | 1-1       | Huachipato           | Luis Navarro      | 12 de noviembre | 12:30    |
| Everton              | 1-1       | Curicó Unido         | Sausalito         | 12 de noviembre | 15:00    |
| Colo-Colo            | 2-0       | Unión La Calera      | Monumental        | 12 de noviembre | 17:30    |
| Unión Española       | 3-3       | O'Higgins            | Santa Laura       | 12 de noviembre | 20:00    |
| Coquimbo Unido       | 1-0       | Deportes Copiapó     | Francisco Sánchez | 12 de noviembre | 20:00    |

| Fecha 28             | Fecha 28  | Fecha 28             | Fecha 28                   | Fecha 28        | Fecha 28 |
| Local                | Resultado | Visita               | Estadio                    | Fecha           | Hora     |
| -------------------- | --------- | -------------------- | -------------------------- | --------------- | -------- |
| Palestino            | 0-2       | Everton              | La Cisterna                | 23 de noviembre | 18:00    |
| Universidad de Chile | 1-2       | Coquimbo Unido       | Santa Laura                | 24 de noviembre | 18:00    |
| Unión La Calera      | 4-0       | Unión Española       | Nicolás Chahuán            | 24 de noviembre | 20:30    |
| O'Higgins            | 0-0       | Cobresal             | EL Teniente                | 25 de noviembre | 18:00    |
| Huachipato           | 1-1       | Universidad Católica | CAP-Acero                  | 25 de noviembre | 18:00    |
| Audax Italiano       | 0-1       | Colo-Colo            | Bicentenario de La Florida | 26 de noviembre | 18:00    |
| Deportes Copiapó     | 1-1       | Ñublense             | Luis Valenzuela            | 26 de noviembre | 20:30    |
| Curicó Unido         | 3-4       | Magallanes           | La Granja                  | 26 de noviembre | 20:30    |

| Fecha 29             | Fecha 29  | Fecha 29             | Fecha 29                   | Fecha 29       | Fecha 29 |
| Local                | Resultado | Visita               | Estadio                    | Fecha          | Hora     |
| -------------------- | --------- | -------------------- | -------------------------- | -------------- | -------- |
| Coquimbo Unido       | 1-2       | Unión La Calera      | Francisco Sánchez          | 1 de diciembre | 20:00    |
| Universidad Católica | 2-2       | Deportes Copiapó     | Santa Laura                | 2 de diciembre | 18:00    |
| Palestino            | 4-0       | Curicó Unido         | La Cisterna                | 2 de diciembre | 18:00    |
| Audax Italiano       | 0-2       | Magallanes           | Bicentenario de La Florida | 2 de diciembre | 18:00    |
| Everton              | 0-2       | O'Higgins            | Sausalito                  | 2 de diciembre | 20:30    |
| Colo-Colo            | 0-2       | Unión Española       | Monumental                 | 3 de diciembre | 18:00    |
| Cobresal             | 4-3       | Universidad de Chile | El Cobre                   | 3 de diciembre | 18:00    |
| Ñublense             | 0-1       | Huachipato           | Nelson Oyarzún             | 3 de diciembre | 18:00    |

| Fecha 30             | Fecha 30  | Fecha 30             | Fecha 30        | Fecha 30       | Fecha 30 |
| Local                | Resultado | Visita               | Estadio         | Fecha          | Hora     |
| -------------------- | --------- | -------------------- | --------------- | -------------- | -------- |
| Unión Española       | 1-0       | Cobresal             | Santa Laura     | 8 de diciembre | 18:00    |
| Curicó Unido         | 0-1       | Colo-Colo            | La Granja       | 8 de diciembre | 18:00    |
| Huachipato (C)       | 2-0       | Audax Italiano       | Huachipato-CAP  | 8 de diciembre | 18:00    |
| Magallanes           | 2-3       | Coquimbo Unido       | Luis Navarro    | 9 de diciembre | 18:00    |
| O'Higgins            | 0-1       | Palestino            | El Teniente     | 9 de diciembre | 18:00    |
| Deportes Copiapó     | 2-0       | Everton              | Luis Valenzuela | 9 de diciembre | 18:00    |
| Universidad de Chile | 3-1       | Ñublense             | Santa Laura     | 9 de diciembre | 18:00    |
| Unión La Calera      | 0-3       | Universidad Católica | Nicolás Chahuán | 9 de diciembre | 18:00    |

## Campeón
|                       |
|                       |
| Huachipato 3.º título |

## Copa Libertadores
| Equipo     | Clasificado | Vía            |
| ---------- | ----------- | -------------- |
| Huachipato | Chile 1     | 1.° de la Liga |
| Cobresal   | Chile 2     | 2.° de la Liga |
| Colo-Colo  | Chile 3     | 3.° de la Liga |
| Palestino  | Chile 4     | 4.° de la Liga |

## Copa Sudamericana
| Equipo               | Clasificado | Vía            |
| -------------------- | ----------- | -------------- |
| Coquimbo Unido       | Chile 1     | 5.° de la Liga |
| Everton              | Chile 2     | 6.° de la Liga |
| Universidad Católica | Chile 3     | 7.° de la Liga |
| Unión La Calera      | Chile 4     | 8.° de la Liga |

## Estadísticas

### Goleadores
| Jugador           | Equipo               | Goles | Part. | Prom. |
| ----------------- | -------------------- | ----- | ----- | ----- |
| Fernando Zampedri | Universidad Católica | 17    | 28    | 0.61  |
| Rodrigo Holgado   | Coquimbo Unido       | 16    | 26    | 0.62  |
| Patricio Rubio    | Ñublense             | 15    | 25    | 0.6   |
| Leandro Garate    | Unión Española       | 14    | 29    | 0.48  |
| Alexander Aravena | Universidad Católica | 13    | 28    | 0.46  |
| Cris Martínez     | Huachipato           | 12    | 28    | 0.43  |
| Sebastián Sáez    | Everton              | 12    | 28    | 0.43  |
| Rodrigo Piñeiro   | Unión Española       | 11    | 21    | 0.52  |
| Gonzalo Sosa      | Audax Italiano       | 10    | 25    | 0.4   |
| Leandro Fernández | Universidad de Chile | 10    | 26    | 0.38  |

### Asistencias
| Jugador           | Equipo               | Asistencias |
| ----------------- | -------------------- | ----------- |
| Cristián Zavala   | Curicó Unido         | 9           |
| Facundo Castro    | O'Higgins            | 9           |
| Leandro Garate    | Unión Española       | 8           |
| Cris Martínez     | Huachipato           | 7           |
| Juan Cornejo      | Coquimbo Unido       | 7           |
| Marcelo Morales   | Universidad de Chile | 7           |
| Marcos Bolados    | Colo-Colo            | 6           |
| Diego Buonanotte  | Unión La Calera      | 6           |
| Gastón Lezcano    | Cobresal             | 6           |
| Leonardo Valencia | Cobresal             | 6           |

### Hat-Tricks & Pókers
| Fecha                    | Jugador           | Goles | Partido                            |
| ------------------------ | ----------------- | ----- | ---------------------------------- |
| 22 de enero de 2023      | Marcos Bolados    | 3     | Deportes Copiapó vs. Colo-Colo     |
| 24 de abril de 2023      | Gonzalo Ríos      | 3     | Ñublense vs. Audax Italiano        |
| 30 de septiembre de 2023 | Patricio Rubio    | 3     | Coquimbo Unido vs. Ñublense        |
| 7 de octubre de 2023     | Fernando Zampedri | 3     | O'Higgins vs. Universidad Católica |
| 26 de noviembre de 2023  | Joaquín Larrivey  | 3     | Curicó Unido vs. Magallanes        |

## Entrenadores
| Equipo                                             | Entrenador         | Período          |
| -------------------------------------------------- | ------------------ | ---------------- |
| Audax Italiano                                     | Manuel Fernández   | 1.° - 10.°       |
| Audax Italiano                                     | José Calderón      | 11.°             |
| Audax Italiano                                     | Luca Marcogiuseppe | 12.° - 23.°      |
| Audax Italiano                                     | Francisco Arrué    | 24.° - 30.°      |
| Unión La Calera                                    | Gerardo Ameli      | 1.° - 13.°       |
| Unión La Calera                                    | Carlos Galdames    | 14.°             |
| Unión La Calera                                    | Martín Cicotello   | 15.° - 30.°      |
| Magallanes                                         | Nicolás Núñez      | 1.° - 14.°       |
| Magallanes                                         | Braulio Leal       | 15.°             |
| Magallanes                                         | Mario Salas        | 16.° - 30.°      |
| Curicó Unido                                       | Damián Muñoz       | 1.° - 15.°       |
| Curicó Unido                                       | Juan Ribera        | 16.° - 24.°      |
| Curicó Unido                                       | Miguel Riffo       | 25.° - 30.°      |
| Universidad Católica                               | Ariel Holan        | 1.° - 17.°       |
| Universidad Católica                               | Rodrigo Valenzuela | 18.°             |
| Universidad Católica                               | Nicolás Núñez      | 19.° en adelante |
| O'Higgins                                          | Pablo de Muner     | 1.° - 19.°       |
| O'Higgins                                          | Juan Azconzábal    | 20.° en adelante |
| Deportes Copiapó                                   | Héctor Almandoz    | 1.° - 19.°       |
| Deportes Copiapó                                   | Ivo Basay          | 20.° en adelante |
| Ñublense                                           | Jaime García       | 1.° - 23.°       |
| Ñublense                                           | Hernán Caputto     | 24.° - 30.°      |
| En cursiva quienes se desempeñaron como Interinos. |                    |                  |

## Regla del Sub-21
| Equipo                 | m.req | m.dis | m.pen | %       |
| ---------------------- | ----- | ----- | ----- | ------- |
| Audax Italiano         | 1.890 | 2.277 | 0     | 120,47% |
| Cobresal               | 1.890 | 1.922 | 0     | 101,69% |
| Colo-Colo              | 1.890 | 2.680 | 0     | 141,79% |
| Coquimbo Unido         | 1.890 | 1.928 | 0     | 102,01% |
| Curicó Unido           | 1.890 | 1.913 | 0     | 101,21% |
| Deportes Copiapó       | 1.890 | 1.951 | 0     | 103,22% |
| Everton                | 1.890 | 2.333 | 0     | 123,43% |
| Huachipato             | 1.890 | 2.357 | 0     | 124,70% |
| Magallanes             | 1.890 | 2.318 | 0     | 122,64% |
| Ñublense               | 1.890 | 1.965 | 0     | 103,96% |
| O'Higgins              | 1.890 | 1.977 | 0     | 104,60% |
| Palestino              | 1.890 | 2.340 | 0     | 123,80% |
| Unión Española         | 1.890 | 2.320 | 0     | 122,75% |
| Unión La Calera        | 1.890 | 2.145 | 0     | 113,49% |
| Universidad Católica   | 1.890 | 2.700 | 0     | 142,85% |
| Universidad de Chile   | 1.890 | 2.700 | 0     | 142,85% |
| Actualizado - Fecha 30 |       |       |       |         |